# Балвентии
Балвентиите (gens Balventia) са римска фамилия по времето на Римската република.
С това име е известен само
- Тит Балвентий, който служи при Квинт Титурий Сабин, легат на Гай Юлий Цезар, по време на неговите Галски войни. Ранен е при битка против Амбиорикс през 54 пр.н.е.[1][2]